# Лаврин, Янко
Я́нко Лаври́н (Янко Иванович Лаврин, псевдоним Лев Савин, словен. Janko Lavrin; 10 февраля 1887[…], Крупа, Семич — 13 августа 1986, Лондон) — российский журналист, редактор, издатель; британский славист, переводчик, литературовед. В начале своей деятельности и на излёте движения — неославянофил. Во время Первой мировой войны — корреспондент газеты «Новое время» (1915—1917). Участник литературно-художественной группы русских футуристов «Бескровное убийство» и основной персонаж одноимённого журнала. Прототип главного персонажа заумной пьесы Ильи Зданевича «Янко крУль албАнскай» (1916). Профессор русского языка и литературы Ноттингемского университета (1921—1953). Долгожитель, не доживший полгода до своего столетия.

## Биография

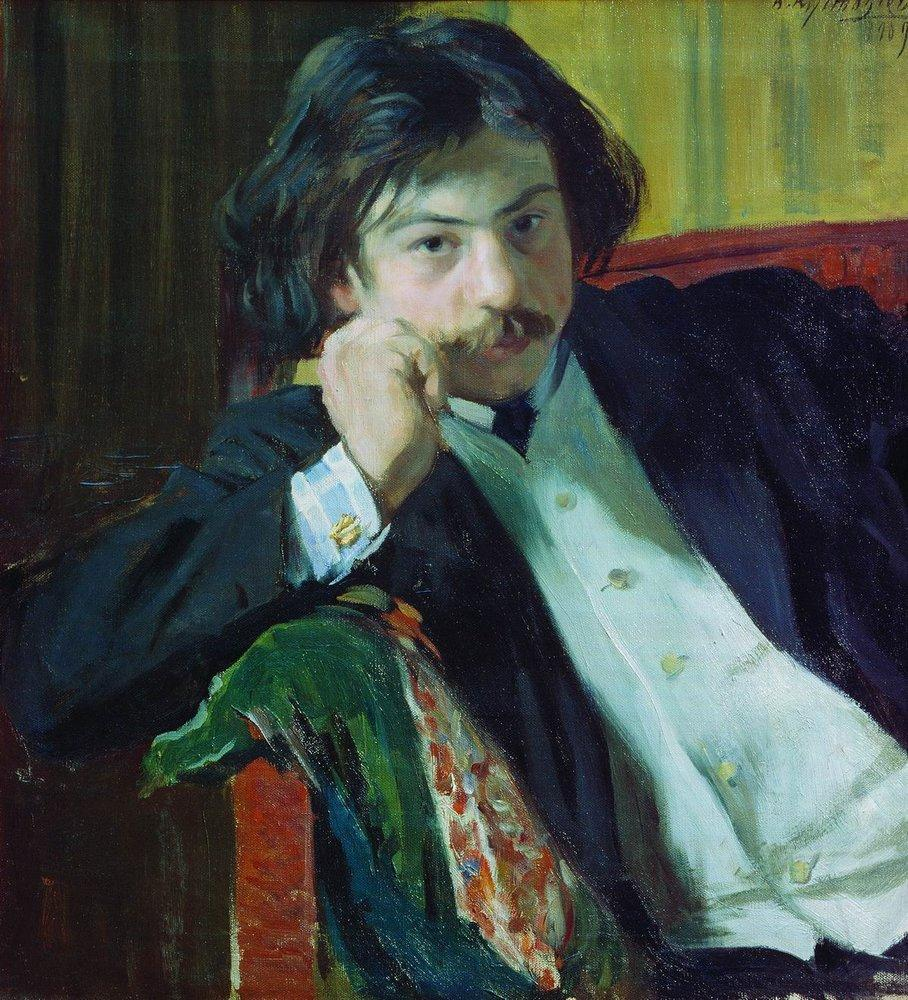
Борис Кустодиев. Портрет Я. И. Лаврина. 1909

В 1907 году был членом словенского студенческого революционного кружка «Препород».
С 1908 года жил в России и примыкал к движению неославянофилов. В 1908—1911 годах — соредактор журнала «Славянский мир», в котором публиковал собственные статьи о славянских литературах и переводы на русский язык западно- и южнославянских писателей (Ивана Цанкара и других).
Был редактором (совместно с Сергеем Городецким) альманаха «Велес» (1912—1913). В 1912 году Янко Лаврин вместе с Морисом Фаббри присоединился к Михаилу Ле-Дантю и Илье Зданевичу, путешествующим по Грузии и Осетии.
Входил в литературно-художественную группу «Бескровное убийство», участвовал в издании её одноимённого журнала и был основным персонажем этого журнала.
| |  |  |  |
| Рисунки Михаила Ле-Дантю для «Албанского выпуска» (1916) журнала «Бескровное убийство»: «Янко Лаврин, король Албании», «Пророчество о судьбе Албанского короля», «Собственность Янки Лаврина», «Собственность Янки Лаврина» |  |  |  |

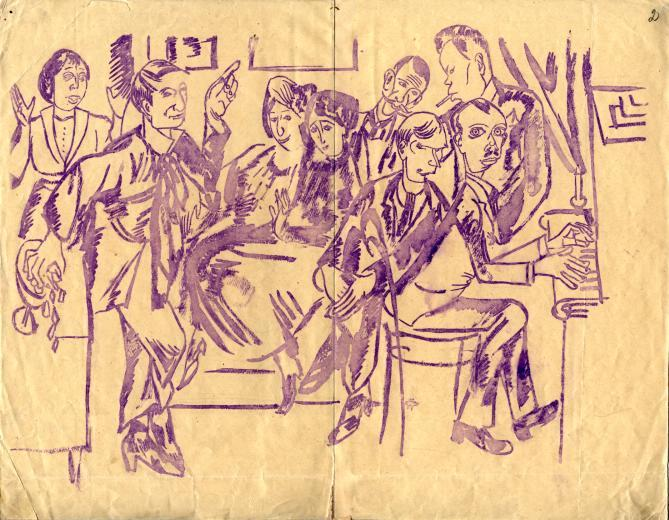
Михаил Ле-Дантю. Сотрудники и читатели журнала «Бескровное убийство» (1915). В числе изображённых: Роза Левинсонд (читатель), Николай Лапшин, Михаил Ле-Дантю, Екатерина Турова, Янко Лаврин

В 1915—1917 годах, во время Первой мировой войны, был корреспондентом газеты «Новое время» на балканском и западном фронтах. В 1916 году Лаврин опубликовал антимилитаристскую книгу «В стране вечной войны. Албанские эскизы», запрещённую российской цензурой.

Илья Зданевич. Обложка первого издания книги «Янко крУль албАнскай» (Тифлис, 1918)

Книга Лаврина об Албании была высмеяна в «Албанском выпуске» (1916) журнала «Бескровное убийство» за предрассудки, панславизм и мегаломанию автора. Вернувшийся осенью 1916 года с фронта в Петроград Илья Зданевич включился в эксперименты группы «Бескровное убийство» и на основе «Албанского выпуска» написал заумную пьесу «Янко крУль албАнскай» (впервые была издана в Тифлисе в 1918 году). 3 декабря 1916 года пьеса была поставлена в мастерской одного из участников группы Михаила Бернштейна.
В конце 1917 года, после Октябрьского переворота, Лаврин переселился в Англию, где с 1918 года стал преподавателем русского языка и литературы Ноттингемского колледжа. С 1921 года — профессор русского языка и литературы Ноттингемского колледжа (с 1948 года — Ноттингемский университет), в котором работал до 1953 года.
Умер 13 августа 1986 года в Лондоне, не дожив полгода до своего столетия.

## Научная деятельность

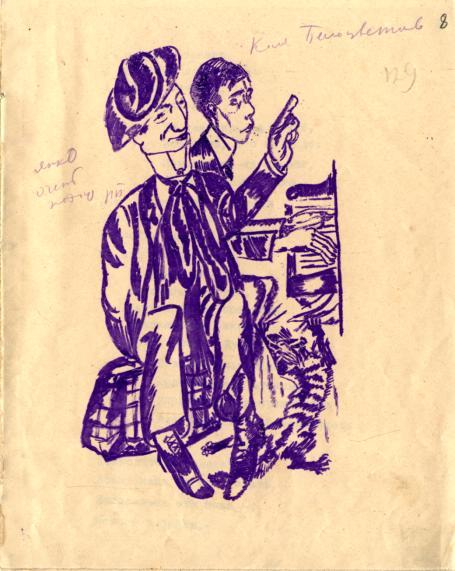
Михаил Ле-Дантю. «Янко Лаврин и Николай Белоцветов». Рисунок для одного из выпусков журнала «Бескровное убийство»

Янко Лаврин — автор монографий о Фёдоре Достоевском (1920), Льве Толстом (1924), Николае Гоголе (1926), Александре Пушкине (1947), Иване Гончарове (1954), Михаиле Лермонтове (1959), книг и статей по русской и советской литературам (о Максиме Горьком, Владимире Маяковском, Александре Блоке).
В основу научных работ Янко Лаврина положены психоаналитический и социологический методы (в авторской терминологии — «психокритический») исследования художественного творчества. Ряд исследований Лаврина посвящён европейским писателям-модернистам.
Многие работы Лаврина были изданы в Югославии, США, ФРГ, Японии.

## Переводческая деятельность
Янко Лаврин перевёл на английский язык многих словенских писателей и антологии словенской (1957) и современной Лаврину югославской (1962) поэзии.

## Участие в общественных и профессиональных организациях
- Член-корреспондент Словенской академии наук и искусств (1957)[4]

## Фильм о Янко Лаврине
- 2006/2007 — «Янко Лаврин: весь словенский, весь русский, весь английский, весь космополит». ТВ Словении, режиссёр А. Н. Драган[11].